# Цивільна гвардія (Ізраїль)
Цивільна гвардія Ізраїлю (івр. המשמר האזרחי ‎ Га-Мішмар Га-Езрахі) — добровольче напіввійськове формування у складі ізраїльської поліції, створене для підтримки діяльності поліції в рамках зміцнення взаємодії поліції та громади. Була створена 10 липня 1974 року з групи цивільних осіб-добровольців для захисту території та поселень від терактів з боку палестинських угрупувань по завершенню Війни Судного дня, зокрема терористичного акту в Маалоті.

## Історія створення
Ідея залучити цивільне населення до захисту суспільного правопорядку та передачі йому частини повноважень поліції виникло у ізраїльського уряду по завершенню Війни Судного дня. Цивільна гвардія була створена 10 липня 1974 року на фоні росту терористичних атак палестинців, зокрема Бійні в Маалоті учиненої 15 травня 1974 року. Вона складалась з групи цивільних осіб, які добровільно зголосилися здійснювати нічне патрулювання в прикордонних районах. Згодом її функції змістились з антитерористичних патрулювань на допомогу у повсякденній роботі поліції, наприклад у боротьбі із злочинністю та захисту правопорядку. 
У 1989 році Кнесет прийняв закон, який дозволяв ізраїльській поліції використовувати офіцерів гвардії для виконання завдань, спрямованих на захист власності, життя та безпеки громадян. У 1998 році Цивільна гвардія була включена до структури поліції Ізраїля.

## Організація

### Повноваження
Відповідно до Положення про поліцію (Цивільну гвардію) від 1996 року, на співробітників гвардії покладаються повноваження поліції під час:
• дії з метою захисту майна, життя та безпеки громадян;
• спільні дії з поліцейським (у його/її присутності).
Співробітник Цивільної гвардії може здійснювати затримання у разі вчинення правопорушення із застосуванням насильства, крадіжки, пограбування, що призвело до заподіяння шкоди майну або тілесним ушкодженням, а також у разі вчинення порушення правил дорожнього руху, якщо є побоювання, що правопорушник втече. Співробітник гвардії не має права застосовувати силу, але може здійснити арешт у межах своїх повноважень. Крім того, співробітник гвардії може увійти і обшукати житло, якщо необхідно здійснити арешт і цього не можна досягти іншими способами або якщо існує загроза життю, майну і безпеці. Скарги на дії членів Цивільної варти розглядаються так само, як і скарги на співробітників поліції. Якщо член гвардії підозрюється у перевищенні службових повноважень, до нього може бути застосоване покарання у вигляді попередження, догани або виключення з рядів гвардії.

### Спорядження
Спорядження Цивільної гвардії зазвичай складається з флуоресцентного жовтого поліцейського жилета, ліхтарика, радіоприймача, вогнепальної зброї, наручників і всього іншого, що може знадобитися для виконання завдання. Обладнання повертається в кінці зміни. Більшість добровольців Цивільної гвардії озброєні карабінами M1, CAR-15, або власними пістолетами (якщо доброволець має ліцензію на володіння зброєю).

## Вимоги до новобранців
Щоб стати офіцером Цивільної гвардії кандидат, окрім проходження ряду тестів та відповідної підготовки, повинен:
• мати ізраїльське громадянство або дозвіл на постійне проживання в країні (відповідно до вимог Міністерства внутрішніх справ);
• володіти івритом в усній та письменній формі;
• мати відсутність судимостей;
• мати досвід військової служби, служби в поліції, державної або цивільної служби.